# Mundial sub -17 de Clubes 2013
El Mundial Sub-17 de Clubes de la Comunidad de Madrid de 2013 fue la 9.ª edición de este torneo juvenil. El certamen fue realizado en la Comunidad de Madrid (España), en las localidades de Torrejón de Ardoz y Colmenar Viejo. Los dos primeros de cada grupo se clasificaron para semifinales y los vencedores disputaron la final el Domingo 2 de junio en Colmenar Viejo. 
Los partidos se emitieron en directo en el extranjero, ya que ESPN ha comprado los derecho para Brasil y América Latina. Sport Italia, para el país transalpino. En España, los partidos se siguieron en directo en MARCA.com, que emitirá dos de ellos diariamente, y por Teledeporte.

## Equipos participantes
| Equipos participantes | Equipos participantes | Equipos participantes | Equipos participantes | Equipos participantes |
| --------------------- | --------------------- | --------------------- | --------------------- | --------------------- |
| Atlético Madrid       | FC. Barcelona         | SC Corinthians        | River Plate           |                       |
| Sporting Cristal      | Sampdoria             | Real Madrid           | Málaga CF             |                       |

## Sedes
Los partidos clasificatorios se jugaron en el Campo Municipal de Las Veredillas (Torrejón de Ardoz) y en el Estadio Alberto Ruiz (Colmenar Viejo) los días 27, 28 y 30 de mayo. Las Semifinales y la Gran Final se disputaron en el Estadio Alberto Ruiz los días 31 de mayo y 2 de junio.

## Resultados
En esta ronda se dividieron los 8 equipos en 2 grupos. Los 2 primeros lugares de cada grupo calificaron para semifinales.

### Primera fase

#### Grupo A
| Equipo           | Pts | PJ | PG | PE | PP | GF | GC | Dif |
| ---------------- | --- | -- | -- | -- | -- | -- | -- | --- |
| FC. Barcelona    | 6   | 3  | 2  | 0  | 1  | 3  | 2  | +2  |
| Atlético Madrid  | 5   | 3  | 1  | 2  | 0  | 5  | 4  | +1  |
| SC Corinthians   | 4   | 3  | 1  | 1  | 1  | 5  | 3  | +2  |
| Sporting Cristal | 1   | 3  | 0  | 1  | 2  | 1  | 6  | -5  |

| 27 de mayo de 2013, 19:00 (CET) | Atlético Madrid           | 1:0 (0:0) | FC. Barcelona | Campo Alberto Ruiz, Colmenar Viejo |  |
|                                 | Daniel Santodomingo 76' · |           |               |                                    |  |

| 27 de mayo de 2013, 20:45 (CET) | SC Corinthians                        | (3:0) (1:0) | Sporting Cristal | Campo Alberto Ruiz, Colmenar Viejo |  |
|                                 | Kaique p.' · Maicon p.' · Matheus p.' |             |                  |                                    |  |

| 28 de mayo de 2013, 19:00 (CET) | Atlético Madrid                       | (1:1) (0:0) | Sporting Cristal | Estadio Las Veredillas, Torrejón de Ardoz |  |
|                                 | Kaique p.' · Maicon p.' · Matheus p.' |             |                  |                                           |  |

| 28 de mayo de 2013, 20:45 (CET) | FC. Barcelona                         | (2:1) (0:0) | SC Corinthians | Estadio Las Veredillas, Torrejón de Ardoz |  |
|                                 | Kaique p.' · Maicon p.' · Matheus p.' |             |                |                                           |  |

| 30 de mayo de 2013, 19:00 (CET) | SC Corinthians | 1:1 (0:1) | Atlético Madrid | Campo Alberto Ruiz, Colmenar Viejo |  |
|                                 | Marcio 46'     |           | David 36' p.    |                                    |  |

| 30 de mayo de 2013, 20:45 (CET) | Sporting Cristal                      | (0:2) (0:0) | FC. Barcelona | Estadio Las Veredillas, Torrejón de Ardoz |  |
|                                 | Kaique p.' · Maicon p.' · Matheus p.' |             |               |                                           |  |

#### Grupo B
| Equipo      | Pts | PJ | PG | PE | PP | GF | GC | Dif |
| ----------- | --- | -- | -- | -- | -- | -- | -- | --- |
| Real Madrid | 7   | 3  | 2  | 1  | 0  | 5  | 0  | +5  |
| River Plate | 6   | 3  | 2  | 0  | 1  | 5  | 2  | +3  |
| Málaga CF   | 3   | 3  | 1  | 0  | 2  | 3  | 6  | -3  |
| Sampdoria   | 1   | 3  | 0  | 1  | 2  | 2  | 6  | -4  |

| 27 de mayo de 2013, 19:00 (CET) | River Plate                            | 4:0 (0:0) | Sampdoria | Estadio Las Veredillas, Torrejón de Ardoz |  |
|                                 | Vega · Boye · S. Driussi · N. Franco · |           |           |                                           |  |

| 27 de mayo de 2013, 20:45 (CET) | Real Madrid                    | (3:0) (1:0) | Málaga CF | Estadio Las Veredillas, Torrejón de Ardoz |  |
|                                 | F. Pérez · Jack M. · J. Carlos |             |           |                                           |  |

| 28 de mayo de 2013, 19:00 (CET) | Real Madrid | 0:0 (0:0) | Sampdoria | Campo Alberto Ruiz, Colmenar Viejo |  |

| 28 de mayo de 2013, 20:45 (CET) | Málaga CF | 0:1 (0:1) | River Plate    | Campo Alberto Ruiz, Colmenar Viejo |  |
|                                 |           |           | S. Driussi 15' |                                    |  |

| 30 de mayo de 2013, 19:00 (CET) | Málaga CF                             | (3:2) (0:0) | Sampdoria | Estadio Las Veredillas, Torrejón de Ardoz |  |
|                                 | Kaique p.' · Maicon p.' · Matheus p.' |             |           |                                           |  |

| 30 de mayo de 2013, 20:45 (CET) | River Plate | 0:2 (0:1) | Real Madrid                | Campo Alberto Ruiz, Colmenar Viejo |  |
|                                 |             |           | David 36' p. · Quezada 70' |                                    |  |

### Fase final
|  | Semifinales     | Semifinales |   |  | Final           | Final |  |
|  |                 |             |   |  |                 |       |  |
|  |                 |             |   |  |                 |       |  |
|  |                 |             |   |  |                 |       |  |
|  | Real Madrid     | 0           |   |  |                 |       |  |
|  | Atlético Madrid | 2           |   |  |                 |       |  |
|  |                 |             |   |  |                 |       |  |
|  |                 |             |   |  |                 |       |  |
|  |                 |             |   |  | Atlético Madrid | 0     |  |
|  |                 | River Plate | 1 |  |                 |       |  |
|  |                 |             |   |  |                 |       |  |
|  |                 |             |   |  |                 |       |  |
|  |                 |             |   |  | Consolación     |       |  |
|  |                 |             |   |  |                 |       |  |
|  | FC. Barcelona   | 0 (1)       |   |  |                 |       |  |
|  | River Plate     | 0 (3)       |   |  |                 |       |  |

#### Semifinal
| 31 de mayo de 2013, 19:00 (CET) | Real Madrid | 0:2 (0:0) | Atlético Madrid         | Campo Alberto Ruiz, Colmenar Viejo |  |
|                                 |             |           | A. Llama 42' · Otía 75' |                                    |  |

| 31 de mayo de 2013, 21:00 (CET) | FC. Barcelona | 1:3 p.(0:0) (0:0) | River Plate                               | Campo Alberto Ruiz, Colmenar Viejo |  |
|                                 | A. Torras p.  |                   | S. Vega p. · S. Driussi p. · N. Franco p. |                                    |  |

#### Final
| 2 de junio de 2013, 19:00 (CET) | Atlético Madrid | 0:1 (0:1) | River Plate       | Campo Alberto Ruiz, Colmenar Viejo                                   |                                                                      |
|                                 |                 |           | S. Driussi 15' p. | Asistencia: 2.000 espectadores Árbitro(s): Valentín Pizarro (España) | Asistencia: 2.000 espectadores Árbitro(s): Valentín Pizarro (España) |